# Bachibac
БачіБак (або Бачібак) (фр. BachiBac або Bachibac) — це міждержавні освітні програми Франції та Іспанії, які надають учням можливість одночасного отримання іспанського та французького дипломів ступеня бакалавра після успішного завершення навчання. Назва програм BachiBac — це скорочене поєднання слів: іспанського bachillerato (укр. бачілерато) та французького baccalauréat (укр. бакалаврат).
Програми були затверджені згідно з Угодою між Урядом Королівства Іспанія та Урядом Французької Республіки щодо подвійних дипломів ступенів іспанського та французького бакалаврів, укладеною «ad referendum» у Парижі 10 січня 2008 року. Французький диплома загального бакалавра та іспанський диплом бакалавра надають учням, які їх отримають, право доступу до вищої освіти та до професійної діяльності в обох країнах на вигідних умовах.

## Навчальні заклади, які пропонують міждержавні програми Bachibac
Міждержавні освітні програми Бачібак можна пройти в школах Франції і Іспанії та на Кубі, де учням пропонується навчання за змішаними навчальними програмами.
Станом на 2022—2023 навчальний рік іспанську міждержавну програму можна пройти в 120 навчальних закладах іспанської системи освіти а також в іспанському ліцеї Луїса Бунюеля в Парижі. У французькій освітній системі наразі французьку міждержавну програму пропонують у 97 навчальних закладах на території Франції та у Французькому ліцеї Гавани Алехо Карпентьєра на Кубі.
Навчальні заклади в Іспанії, у яких пропонують програми BaciBac, розташовані у чотирнадцяти автономних спільнотах Іспанії. Їх повний перелік можна знайти на сайті Міністерства освіти і професійної підготовки Іспанії. У Франції навчальні заклади, які пропонують учням програми BaciBac, розташовуються у 26-ти освітніх округах Франції. Повний перелік цих навчальних закладів можна знайти на сайті Міністерства освіти Франції.

## Зміст освітніх програм
У міждержавних освітніх програмах Bachibac учні навчаються за «змішаними навчальними планами». Змішаний навчальний план — це навчальний план однієї з країн, до якого включаються предмети з мови та культури іншої країни, вивчення яких займає третину тижневого розкладу учня.

### Предмети змішаного навчального плану іспанської програми
Спеціальними предметами змішаного навчального плану, які іспанські учні повинні вивчати в програмі Bachibac, є французька мова і література та історія Іспанії і Франції, остання вивчається в рамках предмета «історії Іспанії» на 2-му курсі бакалавра. Ці предмети викладаються повністю французькою мовою, за якими учні повинні скласти зовнішній іспит. Очікується, що завдяки змішаній навчальній програмі студенти отримають рівень французької мови, еквівалентний принаймні B2 CEFR. З цієї причини тижневі години двох предметів — французької мови і літератури та історії Іспанії і Франції, зазвичай, збільшуються на одну годину.

### Предмети змішаного навчального плану французької програми
Спеціальними предметами змішаного навчального плану, які французькі учні повинні вивчати в програмі Bachibac, є іспанська мова і література та історія Іспанії і географія, які вивчають у другому, першому та останньому класах загального курсу середньої школи, та спеціальні уроки з іспанської мови і літератури та історії і географії в першому та випускному класах іспанською мовою.